# L'amore buio
L'amore buio è un film del 2010 diretto da Antonio Capuano.
Il film, con protagonisti Valeria Golino, Anna Ammirati e Fabrizio Gifuni, è stato presentato nel corso della 67ª Mostra internazionale d'arte cinematografica di Venezia nella sezione "Giornate degli autori".

## Trama
Dopo una giornata di sole e tuffi, quattro ragazzi stuprano Irene, anche lei adolescente. Ciro il giorno dopo va a denunciare sé e gli amici, che vengono condannati a due anni. I mondi dei due ragazzi si attraggono nonostante il crudele episodio che li ha coinvolti.

## Distribuzione
Il film è uscito nelle sale nel settembre 2010. 

## Riconoscimenti
- 2011 - Nastro d'argento
  - Migliore colonna sonora a Pasquale Catalano
  - Candidatura a Migliore sceneggiatura ad Antonio Capuano
  - Candidatura a Migliore sonoro in presa diretta a Emanuele Cecere